# Crocosmia paniculata
Crocosmia paniculata är en irisväxtart som först beskrevs av Friedrich Wilhelm Klatt, och fick sitt nu gällande namn av Peter Goldblatt. Crocosmia paniculata ingår i släktet montbretior, och familjen irisväxter. Inga underarter finns listade i Catalogue of Life.